# Kaschin
Kaschin (russisch Ка́шин) ist eine Stadt in Russland in der Oblast Twer. Sie hat 16.171 Einwohner (Stand 14. Oktober 2010) und befindet sich etwa 180 km nördlich von Moskau und 150 km nordöstlich der Gebietshauptstadt Twer.

## Geschichte
Erste urkundliche Erwähnung fand Kaschin bereits 1238, womit es eine der ältesten Städte der Twerer Region sein dürfte. Vermutlich war der Ort zu jener Zeit von den Tataren besetzt, genauere Details sind aber nicht überliefert. Der Name Kaschin stammt vom Flüsschen Kaschinka ab, dessen Ufer vor der slawischen Besiedelung dieser Gegend von finno-ugrischen Völkern bewohnt wurden.

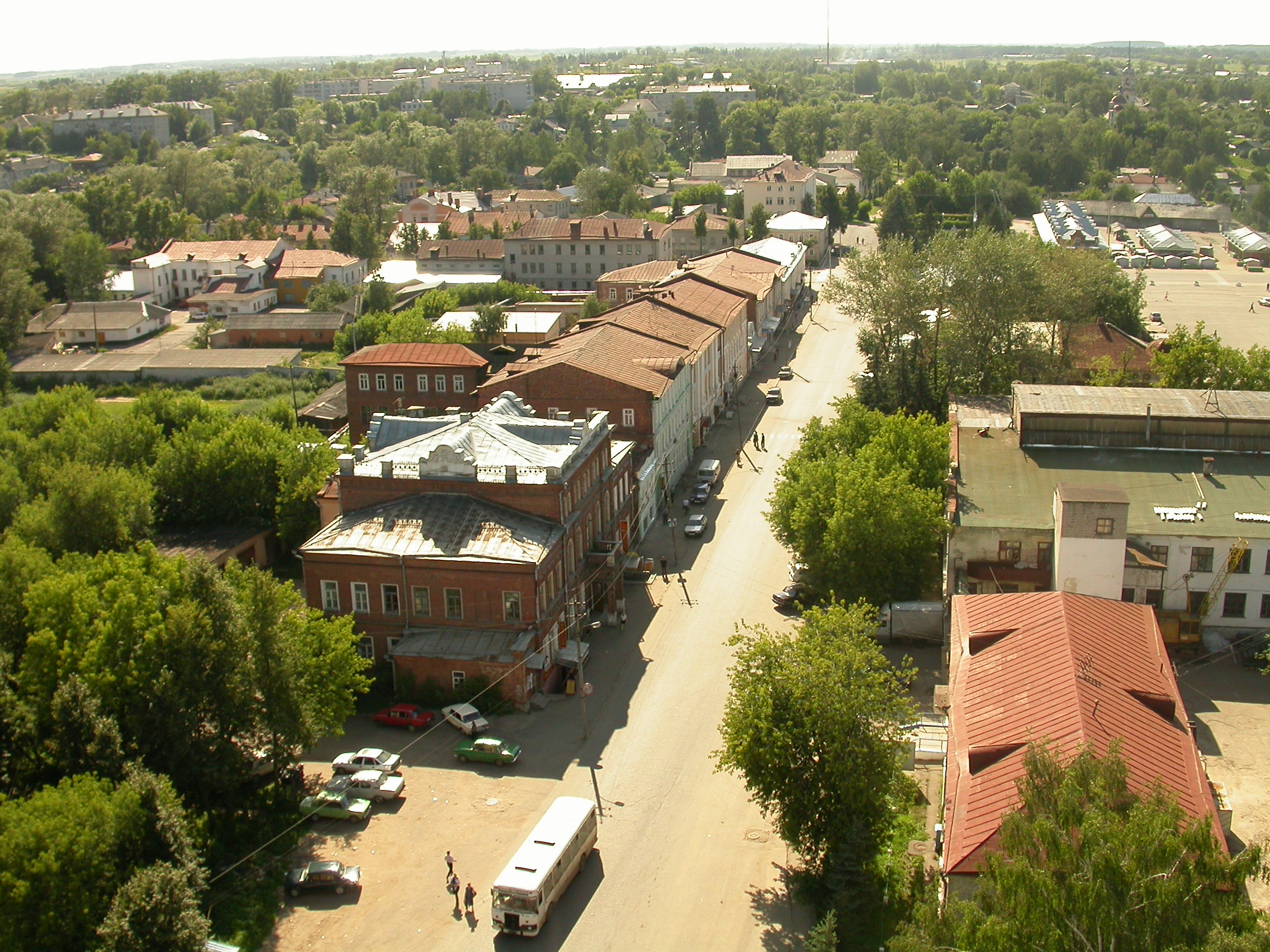
Blick auf die Altstadt von Kaschin vom Glockenturm der Auferstehungskathedrale

Im 13. Jahrhundert wurde Kaschin Teil des Susdaler Fürstentums, das 1485 in Moskowien aufging. Die Lage des Ortes unweit der Wolga begünstigte, trotz mehrfacher Rückschläge wie der Verwüstung 1609 durch polnisch-litauische Interventen, dessen wirtschaftliche Entwicklung. Es expandierte dort nicht nur der Handel, sondern auch das Schmied-, das Töpferhandwerk und die Ikonenmalerei.
1775 erhielt Kaschin, inzwischen um zahlreiche steinerne Kaufmannshäuser und Kirchen gewachsen, den Stadtstatus. Im 19. Jahrhundert wurde die Infrastruktur der Stadt merklich ausgebaut, so entstanden dort erstmals eine öffentliche Bibliothek, ein Krankenhaus sowie 1890 die Eisenbahn, die Kaschin über Kimry mit Moskau verbunden hat. Zur gleichen Zeit wurde Kaschin aufgrund seiner Mineralwasserquellen der Status einer Kurstadt verliehen.
Mit den Gebietsreformen in den 1920er- und 1930er-Jahren gehörte die Stadt und der Rajon Kaschin zunächst zur Oblast Moskau, seit 1935 dann zur Oblast Twer.

### Bevölkerungsentwicklung
| Jahr | Einwohner |
| ---- | --------- |
| 1897 | 7.544     |
| 1939 | 12.431    |
| 1959 | 16.162    |
| 1970 | 17.678    |
| 1979 | 19.800    |
| 1989 | 21.186    |
| 2002 | 17.299    |
| 2010 | 16.171    |

Anmerkung: Volkszählungsdaten

## Wirtschaft
Heute gilt Kaschin nach wie vor als Kurstadt und ist auch als Touristenziel überregional bekannt. Die Industrie spielt nur eine geringe Rolle: es gibt nur eine Elektrotechnik-Fabrik, zwei Textilbetriebe sowie Nahrungsmittelindustrie, darunter eine Abfüllanlage für das örtliche Mineralwasser.

## Sehenswürdigkeiten
In Kaschin sind relativ viele historische Gebäude aus vergangenen Jahrhunderten erhalten geblieben. Darunter sind Reste von drei ehemaligen Klöstern, sowie viele Kirchengebäude: Die Auferstehungskathedrale (erbaut 1867) mit einem Glockenturm, an dem eine Aussichtsplattform eingerichtet ist, die Himmelfahrtskathedrale, ferner mehrere kleinere Kirchen aus dem 18. Jahrhundert.

## Persönlichkeiten
- Alexander Schmidt (* 1816 in Kaschin; † 1887 in Königsberg i. Pr.), Philologe, Gymnasiallehrer und Shakespeare-Forscher
- Jelisaweta Lawrowskaja (1845–1919), Kontra-Alt-Opern- und Konzertsängerin und Hochschullehrerin